# 선악의 저편
《선악의 저편: 미래 철학의 전주곡》은 니체의 대표작 가운데 하나로 1886년에 씌여졌다.
- 독일어 제목은《Jenseits von Gut und Böse: Vorspiel einer Philosophie der Zukunft》이다.
- 《차라투스트라는 이렇게 말했다》의 해설서.

## 소개
니체가 1881년부터 1886년까지 기록했던 아이디어 노트를 중심으로 기술되었다. 실체론 비판, 가치의 전도 및 자유롭고 창조적인 미래 철학의 구상을 그 내용으로 한다.
머리말과 후곡(後曲)을 빼면 모두 9장으로 되어 있고, 각 장은 제목을 가지고 있다. 이와 같은 구성은 역시 제1권이 모두 9장으로 이루어진 ≪인간적인, 너무나 인간적인≫과 아주 흡사하다.
니체는 《차라투스트라는 이렇게 말했다》를 쓴 후에, 그 책을 이해하는 사람이 적음은 표현이 난해한 탓이 아닌가 생각하고, 시적인 운율문이 아닌 일반적인 문장으로 그 사상을 부연·해설하려고 하였다. 여기서 니체는 차안(此岸)의 생을 피안의 신에게 희생으로 바치라고 가르치는 그리스도교가 생을 퇴폐시키는 원흉이라고 지적했다. 이러한 그리스도교에 의해 권위가 주어진 기존의 가치체계를 부정하고 선악관념의 피안에서 발견되는 자연적인 생을 충실히 하고 발전시키는 방향에서 새로운 가치를 구할 것을 역설하였다. 그러나 가치 아나키즘(무정부주의)을 주장하는 것이 아니라 추상적인 '선악' 관념에 의해 생을 구속하지 말고 그 피안에 서서 생실현(生實現)의 '우열'이라는 구체적 관념으로부터 새로운 도덕을 창조해야 한다는 것을 주장한다.
- 강영계 역, 선과 악의 저편, 지만지 2009년, ISBN 9788962282580